# Cébaco
Cébaco è un comune (corregimiento) della Repubblica di Panama situato nel distretto di Montijo, provincia di Veraguas. Si estende su una superficie di 79,7 km² e conta una popolazione di 378 abitanti (censimento 2010).